# ذريرة
ذُرَيْرَة  هو جنس من النباتات العشبية في الفصيلة النجليلية. توجد في العالم القديم المداري وشبه الاستوائي، خاصة في الصين وجنوب شرق آسيا، مع بعض الأنواع في إفريقيا وأستراليا وجنوب أوروبا.